# シクストゥス・フォン・ブルボン＝パルマ
シクストゥス・フォン・ブルボン＝パルマ（独：Sixtus von Bourbon-Parma, 1886年8月1日 - 1934年3月14日）は、最後のパルマ公ロベルト1世と2番目の妻マリーア・アントーニアの間の長男。全名はSixtus Ferdinand Maria Ignazio Alfred Robert。フランス語名はシクスト・ド・ブルボン＝パルム（Sixte de Bourbon-Parme）、イタリア語名はシスト・ディ・ボルボーネ＝パルマ（Sisto di Borbone-Parma）。第一次世界大戦で弟グザヴィエとともにベルギー軍将校となっていたが、シクストゥス事件に発展したオーストリアの連合国との単独講和交渉の中心人物となった。オーストリア最後の皇后ツィタの兄である。また、彼には多くの著書がある。

## 生い立ち
シクストゥスは、最後のパルマ公ロベルト1世（1848年-1907年）と、その2度目の妻であるポルトガル王ミゲル1世の娘、インファンタ・マリーア・アントーニア・デル・ポルトゥガッロ（1862年-1959年）の長男である。 父には先妻との間に12人の子供がおり、シクストゥスはロベルト公の24人の子供の内の14人目で、息子としては6番目に生まれた事から、シクストゥスと名付けられた。
シクストゥスの父親は、イタリア統一戦争中にパルマ公国から追放されていたが、子供のいなかった叔父のシャンボール伯爵アンリの莫大な財産を相続していたため、ロベルト公は非常に裕福だった。彼は大家族を築き、ヴィラ・ピアーノレ（ピエトラサンタとヴィアレッジョの間に位置する広大な地所）とニーダーエスターライヒ州のシュヴァルツァウ城を往来して交互に居住した。シクストゥス公子は、スイス国境近くのフェルトキルヒにあるイエズス会が運営する全寮制のカトリック男子校、ステラ・マトゥティーナで教育を受けた。高校卒業後、彼はパリで法律を学んだ。
1907年に父親が没すると、シクストゥスの異母兄の中で唯一の健康な男子だったエリアが、パルマ家当主の摂政として一族の財産の大半を相続した。 1910年、ロベルト公の先妻の子供たちと後妻の子供たちが、父の資産を分割する合意に達した。その翌年には、シクストゥスの妹であるツィタが、シクストゥスの幼なじみであるオーストリア＝ハンガリー帝国の帝位継承権者カール大公と結婚した。
第一次世界大戦が勃発すると、一族はさらに分裂していった。祖先はパルマに君臨していたが、シクストゥスの兄弟はフランスやオーストリアとの結びつきの方が強かった。フランス軍に入れなかったシクストゥスと弟のグザヴィエの両公子はベルギー軍に入隊し、兄弟のエリア、フェリックス、ルネは反対に敵方であるオーストリア軍に加わった。

## シクストゥス事件
1917年、大戦が4年目に突入した頃、シクストゥスの義弟である皇帝カール1世は、シクストゥスを仲介役に立てて、フランスと極秘の和平交渉を行った。 皇帝は、忠実な幼なじみであり、副官だったタマーシュ・エルデーディ伯爵の協力を得た。カールは、中立国のスイスを経由してシクストゥスと接触した。ツィタ皇后は、兄をウィーンに招待する手紙を書いた。中立国スイスに滞在していていたツィタとシクストゥスの母親が手紙を直接持参した。
シクストゥスは、1870年の普仏戦争後にドイツに併合されていたアルザス＝ロレーヌのフランスへの返還、ベルギー復興、セルビアの独立、コンスタンティノープルのロシアへの割譲という、フランス側が合意した協議条件を携えて訪問した。カールは、最初の3つの条件については基本的に同意し、シクストゥス宛ての1917年3月24日付けの書簡で、フランス大統領に対して「あらゆる手段と個人的な影響力を行使するという極秘かつ非公式のメッセージ」を伝達した。
この20世紀の王朝外交の試みは、イタリアがチロルの割譲を要求した事が主な理由となり、結局失敗に終わる。また、ドイツはアルザス＝ロレーヌ地方に関する交渉を拒否し、ロシアの崩壊を目前にした状況で戦争を止めたがらなかった。 1918年4月、この書簡の内容が漏洩した時、シクストゥスの義弟であるオーストリアのカール1世は、フランスの首相ジョルジュ・クレマンソーがカール1世の署名入り書簡を公開するまで、関与を否定していた。オーストリアは同盟国であるドイツへの依存度を高め、ドイツ皇帝ヴィルヘルム2世はカールを激しく非難した。

## その後の人生
1919年11月12日、ブルボン＝パルマ公子シクストゥスは、ビサッチャ公・ドゥーヴィル公のアルマン・ド・ラ・ロシュフーコー（1870年-1963年）とその妻であるルイーズ・ラジヴィウ（1877年-1942年）の娘、ヘドウィゲ・ド・ラ・ロシュフーコー（1896年-1986年）と結婚した。ヘドウィゲの妹であるマリー・ド・ラ・ロシュフーコーは、第11代ポワ公であるアンリ＝アントワーヌ＝マリー・ド・ノアイユと結婚した。この結婚は、シクストゥスの異母兄であるブルボン＝パルマ公エリアの承認を得られなかったため、1959年にエリアの息子であるロベルト・ウーゴが父の地位を継承し、叔父であるシクストゥスとグザヴィエの結婚を承認するまで、正式な結婚と認識されていなかった。夫妻の間には一人娘イザベラ（1922年-2015年）が生まれた。彼女は1943年6月23日に遠縁にあたるロジェ・ド・ラ・ロシュフーコー伯爵と結婚したが、1966年に離婚した。夫妻の間には5人の息子と6人の孫がいた。
フランスは、サン＝ジェルマン条約によって戦時中に敵軍側について戦った者の財産を永久に没収する権利を得た。シクストゥス公子の異母兄エリアがオーストリア軍に所属していたため、フランス政府はブルボン＝パルマ家が所有していたシャンボール城を収用した。シクストゥスと弟のグザヴィエは連合軍側で戦ったため、兄のエリアに相続分の増額を求めて裁判を起こした。彼らは、かつての法的合意がフランスの法律に反すると主張した。1925年、フランスの裁判所はシクストゥスとグザヴィエの主張を支持したが、1928年に控訴審で判決が覆され、 1932年にはフランスの破毀院がこれを支持した。兄弟には平等に遺産が与えられたが、シャンボール城はフランス政府によって返還される事はなく、フランス政府はエリアに賠償金を支払った。
シクストゥスは、フランス貴族と結婚し、フランスに居を構えた後、数度にわたってアフリカ探検を行い、多くの著書（高祖母にあたるマリーア・ルイーザ・ディ・スパーニャの伝記など）や論文を執筆した。 彼は、1934年3月14日にパリで没した。

## 著書
- In Nordostarabien und Südmesopotamien: Vorbericht über die Forschungsreise 1912, with Alois Musil (Vienna: 1913).
- Le Traité d'Utrecht et les lois fondamentales du royaume (Paris: E. Champion, 1914).  Reprinted (Paris: Communication & Tradition, 1998).
- L'offre de paix séparée de l'Autriche, 5 décembre 1916 - 12 octobre 1917 (Paris: Plon, 1920). English translation: Austria's Peace Offer, 1916-1917 (London: Constable, 1921).
- La reine d'Étrurie, Paris, Calmann-Levy, 1928.
- La dernière conquête du roi Alger, 1830 (Paris: Calmann-Lévy, 1930).

## フィクション
テレビシリーズ「インディ・ジョーンズ/若き日の大冒険」で、ベネディクト・テイラー演じるシクストゥスとマシュー・ウェイト演じる弟のグザヴィエが、第一次世界大戦下のベルギー軍将校として登場し、若きインディアナ・ジョーンズを助ける。また、エドワード・パーの歴史小説「王国の秋 - ラクセンブルクのメッセージ」では、シクストゥスと弟のグザヴィエ、そしてシクストゥス事件が中心的な題材となっている。